# Poiana cu narcise Negrași
Poiana cu narcise Negrași este o arie protejată de interes național ce corespunde categoriei a IV-a IUCN (rezervație naturală de tip floristic și peisagistic), situată în județul Argeș, pe teritoriul administrativ al comunei Negrași.

## Localizare
Rezervația naturală  se află în partea sud-estică a județului și în cea sudică a satului Negrași, Argeș, în lunca râului Dâmbovnic, unul din afluenți de dreapta al Neajlovului și se întinde pe o suprafață de 4,10 hectare.

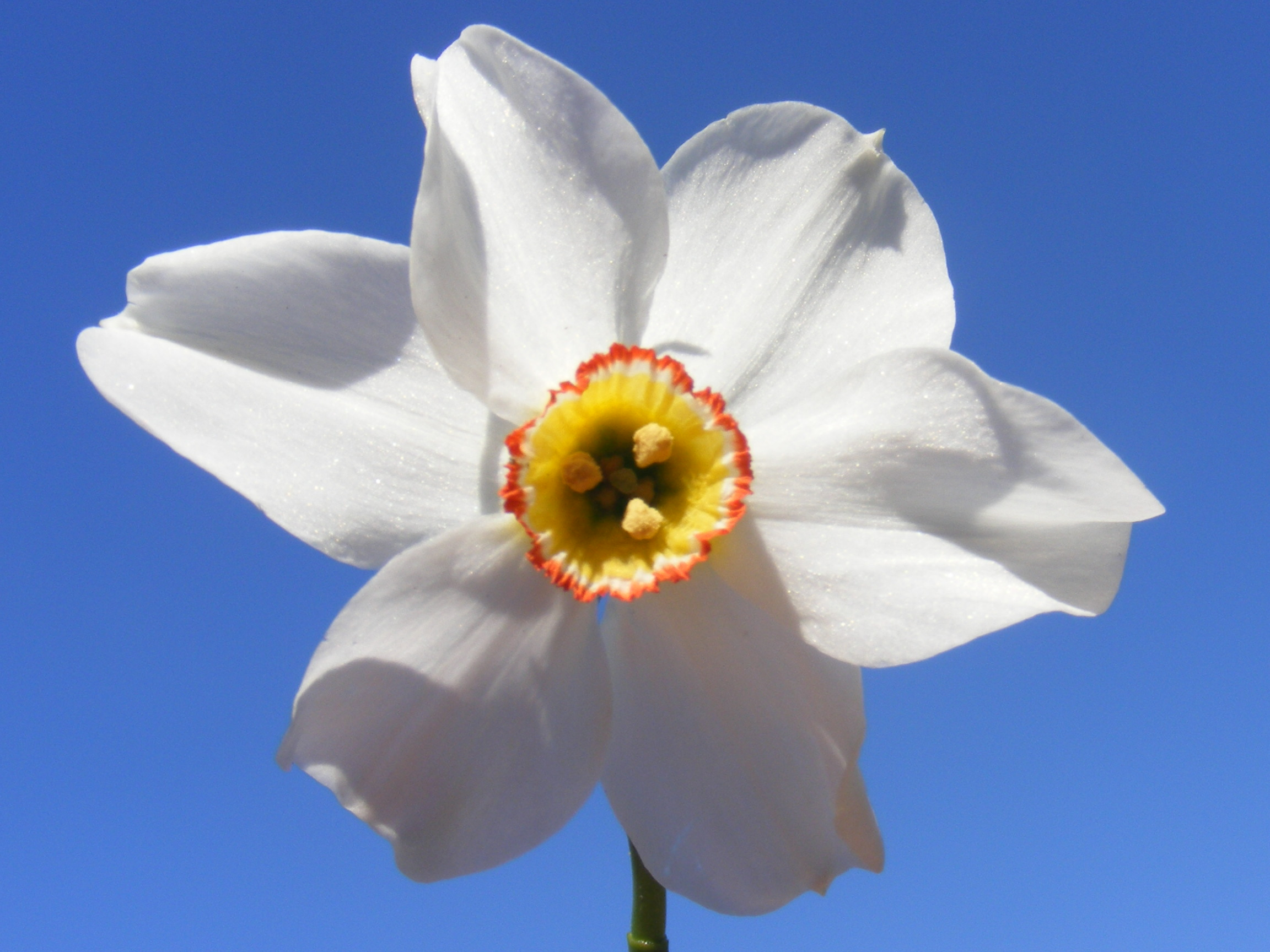
Narcisă

## Descriere
Poiana cu narcise de la Negrași a fost declarată arie protejată prin Legea Nr.5 din 6 martie 2000 (privind aprobarea Planului de amenajare a teritoriului național - Secțiunea a III-a zone protejate) și reprezintă o zonă depresionară umedă, cu pajiști, pe malul râului Dâmbovnic în a cărei teritoriu, la nivelul ierburilor, în timpul primăverii, în a doua jumătate a lunii aprilie și începutul lunii mai, înfloresc un gen de narcise din specia Narcissus stellaris. 
În fiecare an, în luna mai, primăria Negrași organizează manifestarea cultural-artistică Sărbătoarea narciselor, eveniment ce coincide cu ziua comunei.

## Căi de acces
- Drumul european E81 - Pitești - Recea - Căteasca - drumul județean (DJ508) Furduești - Teiu -  Buta - drumul județean (DJ659) - Negrași (dinspre Pitești)
- Drumul județean (DJ703B) - Costești - Șerbănești - drumul județean (DJ659) Gliganu de Sus - Gliganu de Jos - Bârlogu - Negrași (dinspre Costești)